# Ron Riley (basket-ball, 1950)
Ne doit pas être confondu avec Ron Riley (basket-ball, 1973).
Ron Riley, né le 11 novembre 1950, à Los Angeles, en Californie, est un ancien joueur américain de basket-ball. Il évolue au poste d'ailier fort. 